# 2861 Lambrecht
2861 Lambrecht је астероид главног астероидног појаса чија средња удаљеност од Сунца износи 2,472 астрономских јединица (АЈ).
Апсолутна магнитуда астероида је 12,4.